# Атлантик дивизија (НХЛ)
Атлантик дивизија НХЛ лиге (енгл. Atlantic Division) је уз Метрополитен дивизију део источне конференције и једна од четири дивизије у националној хокејашкој лиги. Формирана је 1993. године током реорганизације лиге. Дивизија је је временом трпела бројне реорганизације. Од сезоне 2013/14 дивизија има 8 клубова.

## Тренутни састав дивизије
Састав дивизије након последње реорганизације (од сезоне 2013/14).
| # | Клуб | Клуб                 | Седиште            |
| - | ---- | -------------------- | ------------------ |
| 1 |      | Бафало сејберси      | Бафало, Њујорк     |
| 2 |      | Бостон бруинси       | Бостон, Масачусетс |
| 3 |      | Детроит ред вингси   | Детроит, Мичиген   |
| 4 |      | Монтреал канадијенси | Монтреал, Квебек   |
| 5 |      | Отава сенаторси      | Отава, Онтарио     |
| 6 |      | Тампа Беј лајтнингси | Тампа, Флорида     |
| 7 |      | Торонто мејпл лифси  | Торонто, Онтарио   |
| 8 |      | Флорида пантерси     | Санрајз, Флорида   |

## Историја
Прва верзија дивизије бројала је седам клубова.
- Вашингтон капиталси
- Њу Џерзи девилси
- Њујорк ајлендерси
- Њујорк ренџерси
- Тампа Беј лајтнингси
- Филаделфија флајерси
- Флорида пантерси

### Измене током реорганизације
Временом су услед бројних реорганизација лиге клубови сељени из једне дивизије у другу, мењали имена а поједине дивизије чак и гашене.
- Након сезоне 1997/98 Флорида, Тампа и Вашингтон се селе у Југоисточну дивизију а из Североисточне се придружују Питсбург пенгвинси.
- Након сезоне 2012/13 Југоисточна и Североисточна дивизија су угашене због нове реорганизације. Њу Џерзи, Филаделфија, Питсбург, Њујорк ренџерси и Њујорк ајлендерси се селе у Метрополитен дивизију. Бостон, Бафало, Монтреал, Отава и Торонто долазе из Североисточне дивизије. Флорида и Тампа враћају се из Југоисточне дивизије. Детроит ред вингси долазе из Централне дивизије.
- У сезони 2020/21 због пандемије лига се играла у формату са 4 нове дивизије без конференција (Бостон и Бафало су додати Источној дивизији, Монтреал, Отава и Торонто Северној дивизији, док су у Централну дивизију прешли Детроит, Флорида и Тампа).
- Од сезоне 2021/22 лига се вратила систему са 2 конференције и 4 дивизије (Бостон и Бафало су се вратили из Источне дивизије, Монтреал, Отава и Торонто  из Северне дивизије, док су из Централне дивизије прешли Детроит, Флорида и Тампа).

## Пласмани по сезонама
| Сезона  | 1.                               | 2.                               | 3.                               | 4.                               | 5.                               | 6.                               | 7.                               | 8.                               |
| ------- | -------------------------------- | -------------------------------- | -------------------------------- | -------------------------------- | -------------------------------- | -------------------------------- | -------------------------------- | -------------------------------- |
| 1993/94 | Ренџерси (112)                   | Девилси (106)                    | Капиталси (88)                   | Ајландерси (84)                  | Пантерси (83)                    | Флајерси (80)                    | Лајтнингси (71)                  |                                  |
| 1994/95 | Флајерси (60)                    | Девилси (52)                     | Капиталси (52)                   | Ренџерси (47)                    | Пантерси (46)                    | Лајтнингси (37)                  | Ајландерси (35)                  |                                  |
| 1995/96 | Флајерси (103)                   | Ренџерси(                        | Пантерси (92)                    | Капиталси (89)                   | Лајтнингси (88)                  | Девилси (86)                     | Ајландерси (54)                  |                                  |
| 1996/97 | Девилси (104)                    | Флајерси (103)                   | Пантерси (89)                    | Ренџерси (86)                    | Капиталси (75)                   | Лајтнингси (74)                  | Ајландерси (70)                  |                                  |
| 1997/98 | Девилси (107)                    | Флајерси (95)                    | Капиталси (92)                   | Ајландерси (71)                  | Ренџерси (68)                    | Пантерси (63)                    | Лајтнингси (44)                  |                                  |
| 1998/99 | Девилси (105)                    | Флајерси (93)                    | Пенгвинси (90)                   | Ренџерси (77)                    | Ајландерси (58)                  |                                  |                                  |                                  |
| 1999/00 | Флајерси (105)                   | Девилси (103)                    | Пенгвинси (88)                   | Ренџерси (73)                    | Ајландерси (58)                  |                                  |                                  |                                  |
| 2000/01 | Девилси (111)                    | Флајерси (100)                   | Пенгвинси (96)                   | Ренџерси (72)                    | Ајландерси (52)                  |                                  |                                  |                                  |
| 2001/02 | Флајерси (97)                    | Ајландерси (96)                  | Девилси (95)                     | Ренџерси (80)                    | Пенгвинси (69)                   |                                  |                                  |                                  |
| 2002/03 | Девилси (108)                    | Флајерси (107)                   | Ајландерси (83)                  | Ренџерси (78)                    | Пенгвинси (65)                   |                                  |                                  |                                  |
| 2003/04 | Флајерси (101)                   | Девилси (100)                    | Ајландерси (91)                  | Ренџерси (69)                    | Пенгвинси (58)                   |                                  |                                  |                                  |
| 2004/05 | Сезона је отказана због локаута. | Сезона је отказана због локаута. | Сезона је отказана због локаута. | Сезона је отказана због локаута. | Сезона је отказана због локаута. | Сезона је отказана због локаута. | Сезона је отказана због локаута. | Сезона је отказана због локаута. |
| 2005/06 | Девилси (101)                    | Флајерси (101)                   | Ренџерси (100)                   | Ајландерси (78)                  | Пенгвинси (58)                   |                                  |                                  |                                  |
| 2006/07 | Девилси (107)                    | Пенгвинси (105)                  | Ренџерси (94)                    | Ајландерси (92)                  | Флајерси (56)                    |                                  |                                  |                                  |
| 2007/08 | Пенгвинси (102)                  | Девилси (99)                     | Ренџерси (97)                    | Флајерси (95)                    | Ајландерси (79)                  |                                  |                                  |                                  |
| 2008/09 | Девилси (106)                    | Пенгвинси (99)                   | Флајерси (99)                    | Ренџерси (95)                    | Ајландерси (61)                  |                                  |                                  |                                  |
| 2009/10 | Девилси (103)                    | Пенгвинси (101)                  | Флајерси (88)                    | Ренџерси (87)                    | Ајландерси (79)                  |                                  |                                  |                                  |
| 2010/11 | Флајерси (106)                   | Пенгвинси (106)                  | Ренџерси (93)                    | Девилси (81)                     | Ајландерси (73)                  |                                  |                                  |                                  |
| 2011/12 | Ренџерси (109)                   | Пенгвинси (108)                  | Флајерси (103)                   | Девилси (102)                    | Ајландерси (79)                  |                                  |                                  |                                  |
| 2012/13 | Пенгвинси (72)                   | Ренџерси (56)                    | Ајландерси (55)                  | Флајерси (49)                    | Девилси (48)                     |                                  |                                  |                                  |
| 2013/14 | Бруинси (117)                    | Лајтнингси (101)                 | Канадијанс (100)                 | Ред вингси (93)                  | Сенаторси (88)                   | Мејпл лифси (84)                 | Пантерси (66)                    | Сејберси (52)                    |
| 2014/15 | Канадијанс (110)                 | Лајтнингси (108)                 | Ред вингси (100)                 | Сенаторси (99)                   | Бруинси (96)                     | Пантерси (91)                    | Мејпл лифси (68)                 | Сејберси (54)                    |
| 2015/16 | Пантерси (103)                   | Лајтнингси (97)                  | Ред вингси (93)                  | Бруинси (93)                     | Сенаторси (85)                   | Канадијанс (82)                  | Сејберси (81)                    | Мејпл лифси (69)                 |

- Зеленом бојом су означене екипе које су се пласирале у плејоф. Број у загради испод имена клуба означава број освојених бодова у регуларном делу сезоне.